# The Secret of Madame Blanche
The Secret of Madame Blanche ist ein US-amerikanischer Spielfilm mit Irene Dunne in der Hauptrolle. Der Film variiert das Grundmuster der aufopferungsvollen Mutter aus Madame X.

## Handlung
Im Jahr 1898 macht die junge amerikanische Sängerin Sally Sanders die Bekanntschaft des reichen, arroganten Erben Leonard St. John. Nach kurzer Verlobung heiraten die beiden. Kaum hat Aubrey St. John, Leonards Vater, von der Ehe mit einem ehemaligen Bühnenstar erfahren, enterbt er seinen Sohn. Leonard gesteht seiner Frau, völlig pleite zu sein. Sally, die mittlerweile schwanger ist, sagt ihrem Ehemann nichts davon. Stattdessen opfert sie ihre letzten Ersparnisse, damit Leonard die Reise zu seinem Vater antreten kann, um ihn zu überzeugen, die Ehe anzuerkennen. Am Ende einigen sich die St. Johns darauf, Leonard nur dann wieder als Alleinerben einzusetzen, wenn er sich von Sally scheiden lässt. Leonard, ein willensschwacher Mensch, schreibt den Brief, doch die Schuldgefühle treiben ihn kurze Zeit später in den Selbstmord.
Sally versucht alles, um ihren kleinen Sohn, der wie sein Vater Leonard heißt, durchzubringen. Als sie eine Stellung als Sängerin in einem Bordell annimmt, verlangt ihr Schwiegervater das Sorgerecht für den Sohn. Sally darf ihr Kind nie mehr sehen und verfällt immer mehr in Depressionen. Sie nennt sich fortan „Madame Blanche“. Die Jahre vergehen. Kurz vor Ende des Ersten Weltkriegs kommt der junge Leonard, der zu einem verantwortungslosen Playboy herangewachsen ist, nach Paris. Er treibt sich mit Vorliebe in anrüchigen Etablissements herum und hat zahllose Affären. Eines Abends gerät er mit Madame Blanche, der verhärmten Eigentümerin einer Schankwirtschaft zusammen. Gerade als Madame Blanche ihre wahre Identität enthüllen will, stürmt der Vater eines der Mädchen, die Leonard verführt hat, in die Wirtschaft. Ein Kampf entbrennt und Leonard erschießt den Vater. Madame Blanche, alias Sally, hilft Leonard zu entkommen und nimmt die Schuld auf sich. Im Prozess behauptet sie, sie habe den Eindringling in Notwehr getötet, während Leonard, auf Anraten seines Großvaters, die Lüge bestätigt. Erst im Rahmen eines harten Kreuzverhörs bricht Sally zusammen und die Wahrheit kommt ans Licht. Leonard weist seinen Großvater in die Schranken, versöhnt sich mit seiner Mutter, nimmt die Schuld auf sich und verspricht, sie nach seiner Entlassung aus dem Gefängnis nach Amerika zu begleiten.

## Hintergrund
Irene Dunne war seit ihrem Debüt 1930 zu einer beliebten Darstellerin romantischer Melodramen geworden. Meist war sie als langleidende Dame der besseren Gesellschaft zu sehen, die allerlei emotionale Verwicklungen und viele Tränen zu überstehen hat, ehe sie das Glück in den Armen eines Mannes findet. Die ständige Wiederholung des Rollenmusters trug ihr rasch den Titel Queen of Weepies ein.
Ihr Heimatstudio RKO gab der Schauspielerin allerdings meist Rollen, die von anderen Stars wie Ann Harding oder Katharine Hepburn abgelehnt wurden. Gute Parts bekam Dunne in der Regel nur, wenn sie von anderen Studios ausgeliehen wurde. So auch im Fall von The Secret of Madame Blanche, einem Remake des Stummfilms The Lady von 1925 mit Norma Talmadge. MGM übernahm große Teile der Handlung, betonte jedoch das traurige Schicksal der jungen Mutter und die Aufopferungsbereitschaft der späteren Madame Blanche. Damit stand der Film in der Tradition von Madame X mit Ruth Chatterton aus dem Jahr 1929 und den zahllosen Variationen, die das Thema seitdem gefunden hatte, so Die Sünde der Madelon Claudet, für den Helen Hayes auf der Oscarverleihung 1932 den Oscar als beste Darstellerin gewann.
The Secret of Madame Blanche ist das erste Drehbuch des Ehepaares Frances Goodrich und Albert Hackett. Die beiden hatten bereits eine Reihe erfolgreicher Bühnenstücke verfasst und waren seit 1933 gemeinsam zum Film gewechselt. Ihren Durchbruch zur Riege der hochbezahlten Drehbuchautoren schafften die Hacketts im Folgejahr, als sie 1934 das Drehbuch für Der dünne Mann nach einer Kurzgeschichte von Dashiell Hammett verfassten. 1956 gewannen die Eheleute den Pulitzer-Preis für das von ihnen verfasste Theaterstück The Diary of Anne Frank, der Bühnenfassung vom Tagebuch der Anne Frank.
Der Film kam 1934 unter dem Titel Das Geheimnis der Madame Blanche in den Verleih.

## Kritik
Die meisten Kritiken waren zurückhaltend gegenüber dem Film, fanden jedoch anerkennende Worte für die Hauptdarstellerin.
So schrieb Mordaunt Hall in der New York Times:

„[Irene Dunne] gibt eine durchaus ansprechende und intensive Darstellung.“

Die New York Herald Tribune lobte ebenfalls nur die Darstellung von Dunne:

„[Irene Dunne] spielt die wenig originelle und manchmal sogar peinliche Rolle mit Zurückhaltung und Gefühl.“